# Gatesclarkeana batianensis
Gatesclarkeana batianensis är en fjärilsart som beskrevs av Diakonoff 1973. Gatesclarkeana batianensis ingår i släktet Gatesclarkeana och familjen vecklare. Inga underarter finns listade i Catalogue of Life.